# Nalo Hopkinson
Nalo Hopkinson, född 20 december 1960 i Kingston på Jamaica, är en jamaicansk science fiction- och fantasyförfattare bosatt i Kanada. Hennes romaner och noveller hämtar ofta inspiration från västindisk historia och kultur. Hon har även redigerat novellantologierna Whispers from the Cotton Tree Root: Caribbean Fabulist Fiction (från år 2000) och Mojo: Conjure Stories (från 2003).
Hopkinson undervisar också i kreativt skrivande vid University of California, Riverside.